# Protosinghel
Protosinghel este un titlu distinctiv care se oferă preoților monahi în Biserica Ortodoxă. El este un preot călugăr care a primit de la episcopul său rangul monahal „protosinghel” (primul între singheli).
Conform art.81, alin.(2), din Statutul pentru organizarea și funcționarea Bisericii Ortodoxe Române (2008 - ultima variantă oficială): „Rangurile monahale sunt: arhidiacon, singhel, protosinghel și arhimandrit, în cazul călugărilor, și stareță cu cruce (stavroforă) în cazul călugărițelor”.

## Istorie
Termenul provine din alăturarea a două cuvinte prothos și syn-kellos. Cel din urmă arată ocuparea în comun a unei chilii monahale, lucrul obișnuit în secolele VI-VII. După definiția canonului 12 al Sinodului al VI-lea Ecumenic un 'singhelos' era un cleric care locuia in apropierea episcopului și era sfătuitorul acestuia. Cel mai bătrân dintre 'singhellos' purta numele de protosinghel și era cel mai apropiat consilier, duhovnicul episcopului și in mod normal urmașul acestuia. Instituția singelilor s-a dezvoltat în bisericile ortodoxe foarte mult între secolele VIII-X, iar după aceea a pierdut din importanță. Actualmente nu mai există in sensul definit de Sinodul al VI-lea Ecumenic. S-a păstrat totuși un titlu onorific care a fost acordat în vremurile mai vechi pentru rezultate duhovnicești deosebite iar astăzi în principal pentru realizări administrative ieromonahilor ortodocși.
Protosinghelul este eligibil pentru funcția administrativă de exarh al mănăstirilor, conform art.109, alin.(1), lit. b), din Statutul BOR (ediția citată): „Exarhul mânăstirilor numit dintre arhimandriți sau protosingheli, cu atribuții generale de îndrumare, de inspecție, de control la mânăstiri și de referent pentru problemele mănăstirești. Acesta poate conduce și Sectorul Exarhatul mânăstirilor”.

## Protosingheli celebri
- Arsenie Boca

### Patriarhii României
- Miron Cristea
- Nicodim Munteanu
- Iustinian Marina
- Justin Moisescu
- Teoctist Arăpașu
- Daniel Ciobotea

### Mitropoliți

#### Mitropoliți ai Moldovei
- Veniamin Costachi

### Călugări români
- Arsenie Boca
- Ilie Cleopa
- Arsenie Papacioc
- Iustin Pârvu